# Staphylea
Staphylea es un pequeño género con 10-11 especies de plantas de flores perteneciente a la familia Staphyleaceae, nativo de las regiones templadas del Hemisferio Norte. Estando la mayor diversidad en China, donde hay cuatro especies.
Son grandes arbustos, ocasionalmente pequeños árboles que alcanzan los 2-5 m de altura. Las hojas son caducifolias, opuestas y pareadas, pinnadas, usualmente con tres alas con  3-7 en S. pinnata y 3-5 en S. colchica. Las flores se producen en panículas terminales de 5-10 cm de longitud, con 5-15 flores en cada panículo; las flores individuales tienen 1 cm de longitud, con cinco sépalos y pétalos, similares en tamaño y de color blanco o rosa pálido. El fruto es una cápsula de 3-10 cm de longitud que contienen unas pocas semillas como nueces.

## Especies
- Staphylea bolanderi
- Staphylea bumalda
- Staphylea colchica
- Staphylea emodi
- Staphylea forrestii. China.
- Staphylea holocarpa. China.
- Staphylea pinnata L. - nariz cortada[1]
- Staphylea pringlei. Mexico.
- Staphylea shweliensis. China.
- Staphylea trifolia

Algunos botánicos incluyen el cercano género Turpinia en Staphylea.

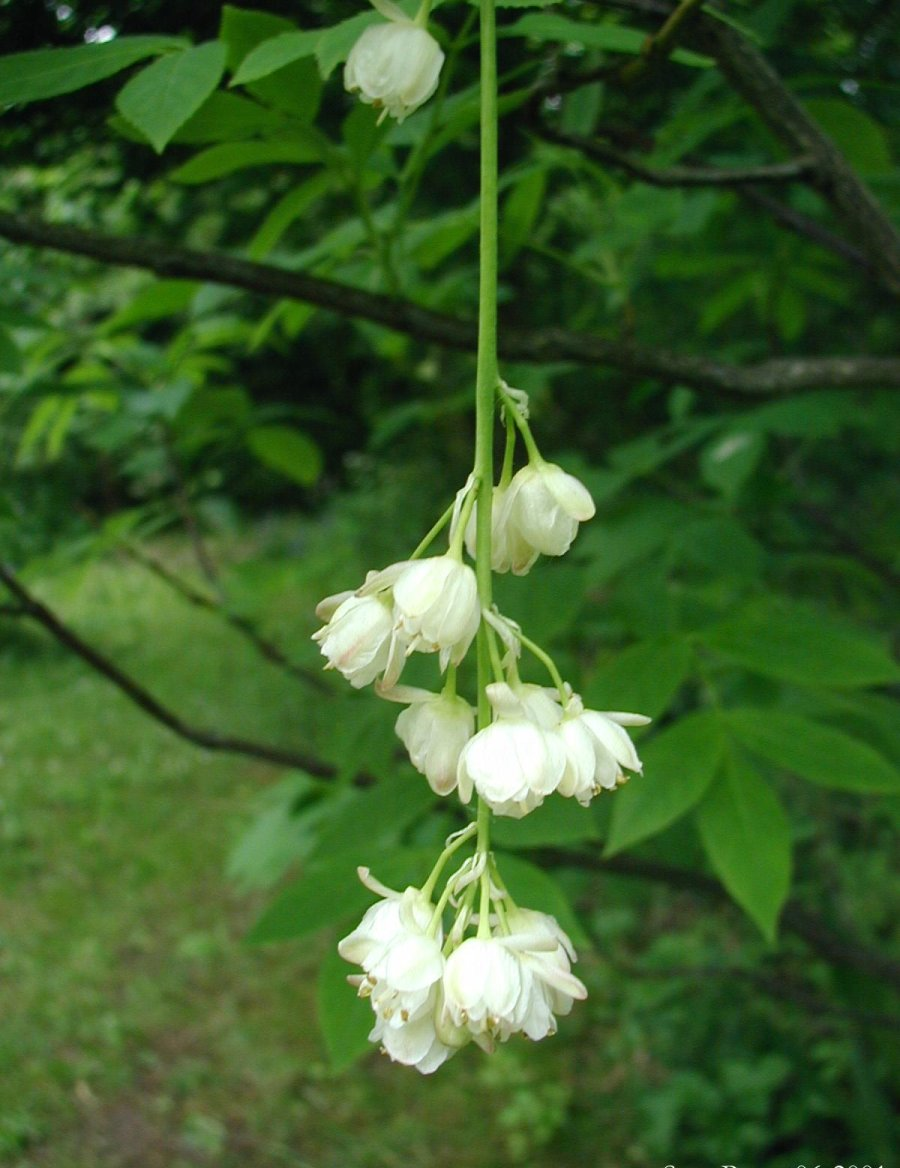
Staphylea pinnata flowers
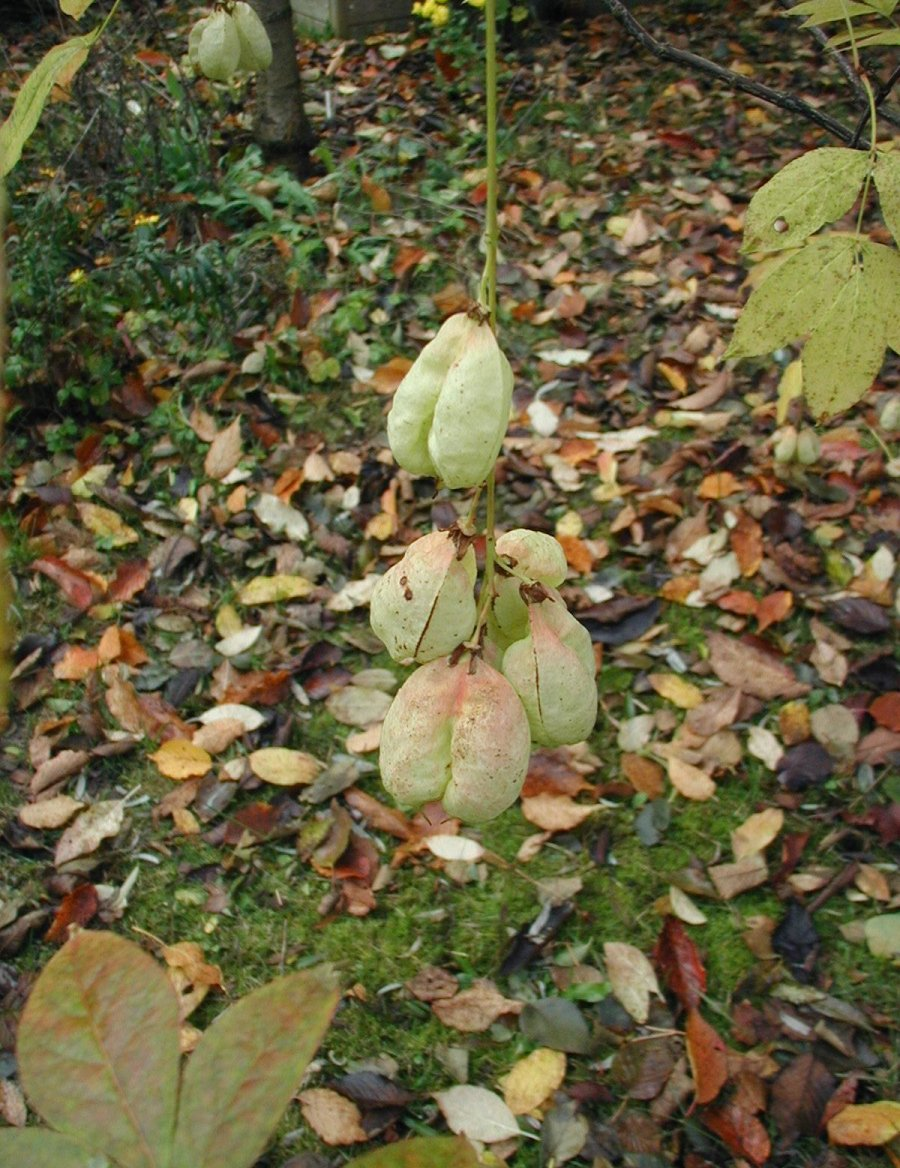
Staphylea pinnata fruit